# Grand Prix Formule 1 van Australië 1999

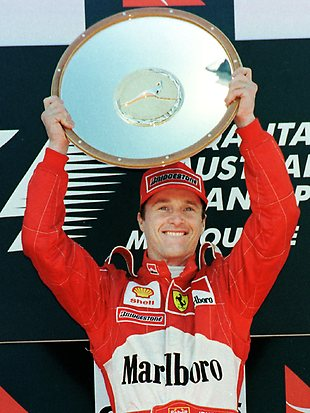
winnaar Eddie Irvine

De Grand Prix Formule 1 van Australië 1999 werd gehouden op 7 maart 1999 in Melbourne.

## Verslag

### Kwalificatie
De resultaten van de kwalificatie waren nagenoeg dezelfde als die in 1998: Mika Häkkinen pakte de pole-position, David Coulthard stond naast hem op de grid en Michael Schumacher was de beste van de rest van het veld. Marc Gené kwalificeerde zich niet binnen de 107% van de tijd van de pole-position. Minardi vroeg echter een uitzondering aan de raceleiding en hij mocht uiteindelijk starten.

### Race
De McLarens domineerden het hele weekend maar voor de start waren er al problemen. Häkkinen kon maar niet vertrekken vanuit de pitlaan, tot er werd besloten dat hij in de reservewagen moest starten. De opwarmronde startte zonder incidenten maar net voor de start kwam er rook vanonder het bodywork van de Stewarts van Johnny Herbert en Rubens Barrichello. Beiden bleken een olielek te hebben, waardoor een brandje was ontstaan. De start werd uitgesteld om deze te doven. Barrichello nam de reservewagen, terwijl Herbert moest opgeven. Na deze vertraging werd besloten om de race tot 57 ronden in te korten, in plaats van de oorspronkelijke 58.
Net voor de nieuwe opwarmronde moest starten, viel Häkkinen stil. De monteurs van McLaren begonnen druk te werken aan de wagen, waardoor Schumacher, die zich achter Häkkinen had gekwalificeerd, ook moest wachten. De Ferrari viel echter ook stil, net als de Arrows van Toranosuke Takagi. Häkkinen raakte nog weg voor de laatste wagen de grid kon verlaten waardoor hij nog vanop de pole-position mocht starten. Schumacher had minder geluk, hij vertrok achteraan.
Häkkinen startte sterk, gevolgd door Coulthard, Eddie Irvine, Heinz-Harald Frentzen, Ralf Schumacher en Giancarlo Fisichella. Meer naar achteren moest Jean Alesi onmiddellijk opgeven met een kapotte versnellingsbak. Jarno Trulli maakte een goede start vanop de twaalfde plaats en probeerde voorbij Damon Hill te gaan in de derde bocht. Ze raakten elkaar waardoor Hill in de grindbak spinde. Trulli kon verder rijden en nam in de volgende ronde de zevende plaats over van Jacques Villeneuve. In de openingsfase bleef de top-zes ongewijzigd. De McLarens reden weg van de rest van het veld, terwijl Schumacher aan een opmars doorheen het veld bezig was. Hij reed op de elfde plaats na slechts negen ronden.
Na dertien ronden leidden Häkkinen en Coulthard achttien seconden voor Irvine. Coulthard kwam echter plots in de pits en moest opgeven met transmissieproblemen. Op hetzelfde moment kwam het hele veld weer samen omdat de safety car op de baan kwam. Villeneuve was zijn achtervleugel kwijtgeraakt en na een aantal spins op het rechte stuk was hij tegen de muur gevlogen. De race werd twee ronden geneutraliseerd totdat Villeneuve zijn wagen verwijderd was van de baan. Pedro Diniz, Ricardo Zonta en Luca Badoer probeerden tijd te winnen en maakten terwijl een pitstop.
In de achttiende ronde ging de safety car in de pits en werd de race opnieuw gestart. Häkkinen leek opnieuw problemen te hebben, hij kwam maar niet op snelheid waardoor een groot deel van het veld hem voorbij kon gaan, waaronder Barrichello. Hij kreeg later echter een stop-and-go straf doordat hij ook Schumacher ingehaald had voor start-finish. Later zei hij dat hij dit deed om een botsing te vermijden. Irvine nam de leiding, voor Frentzen, Trulli en de beide Schumachers. Häkkinen gaf op in de pits.
Irvine won uiteindelijk de race, voor Frentzen, Ralf Schumacher, Fisichella, Barrichello en Pedro de la Rosa.

## Uitslag
| Positie | Nummer | Rijder                | Team               | Ronden | Tijd/Opgave        | Startplaats | Punten |
| ------- | ------ | --------------------- | ------------------ | ------ | ------------------ | ----------- | ------ |
| 1       | 4      | Eddie Irvine          | Ferrari            | 57     | 1:35:01.659        | 6           | 10     |
| 2       | 8      | Heinz-Harald Frentzen | Jordan-Mugen-Honda | 57     | +1.027             | 5           | 6      |
| 3       | 6      | Ralf Schumacher       | Williams-Supertec  | 57     | +7.012             | 8           | 4      |
| 4       | 9      | Giancarlo Fisichella  | Benetton-Playlife  | 57     | +33.418            | 7           | 3      |
| 5       | 16     | Rubens Barrichello    | Stewart-Ford       | 57     | +54.698            | 4           | 2      |
| 6       | 14     | Pedro de la Rosa      | Arrows             | 57     | +1:24.317          | 18          | 1      |
| 7       | 15     | Toranosuke Takagi     | Arrows             | 57     | +1:26.288          | 17          |        |
| 8       | 3      | Michael Schumacher    | Ferrari            | 56     | +1 Ronde           | 3           |        |
| NF      | 23     | Ricardo Zonta         | BAR-Supertec       | 48     | Versnellingsbak    | 19          |        |
| NF      | 20     | Luca Badoer           | Minardi-Ford       | 42     | Versnellingsbak    | 21          |        |
| NF      | 10     | Alexander Wurz        | Benetton-Playlife  | 28     | Ophanging          | 10          |        |
| NF      | 12     | Pedro Diniz           | Sauber-Petronas    | 27     | Transmissie        | 14          |        |
| NF      | 21     | Marc Gené             | Minardi-Ford       | 25     | Botsing            | 22          |        |
| NF      | 19     | Jarno Trulli          | Prost-Peugeot      | 25     | Botsing            | 12          |        |
| NF      | 18     | Olivier Panis         | Prost-Peugeot      | 23     | Wiel               | 20          |        |
| NF      | 1      | Mika Häkkinen         | McLaren-Mercedes   | 21     | Gaspedaal          | 1           |        |
| NF      | 5      | Alessandro Zanardi    | Williams-Supertec  | 20     | Spin               | 15          |        |
| NF      | 2      | David Coulthard       | McLaren-Mercedes   | 13     | Hydraulica         | 2           |        |
| NF      | 22     | Jacques Villeneuve    | BAR-Supertec       | 13     | Afgebroken vleugel | 11          |        |
| NF      | 7      | Damon Hill            | Jordan-Mugen-Honda | 0      | Botsing            | 9           |        |
| NF      | 11     | Jean Alesi            | Sauber-Petronas    | 0      | Versnellingsbak    | 16          |        |
| NS      | 17     | Johnny Herbert        | Stewart-Ford       | 0      | Olielek            | 13          |        |

## Statistieken
| Pole-position | Mika Häkkinen      | McLaren-Mercedes | 1:30.462 |
| Snelste ronde | Michael Schumacher | Ferrari          | 1:32.112 |

## Noot
- Dit was het debuut van de Spaanse coureur Marc Gené, de Braziliaanse coureur Ricardo Zonta, en de Spaanse coureur Pedro de la Rosa.
- Honderdste Grand Prix-start voor Damon Hill. Hiermee was Hill de 42ste coureur die minstens 100 Grands Prix had gereden.
- Tiende podiumplaats voor Heinz-Harald Frentzen.
- Eerste Grand Prix-winst voor Eddie Irvine.

1949 · 1985 · 1986 · 1987 · 1988 · 1989 · 1990 · 1991 · 1992 · 1993 · 1994 · 1995 · 1996 · 1997 · 1998 · 1999 · 2000 · 2001 · 2002 · 2003 · 2004 · 2005 · 2006 · 2007 · 2008 · 2009 · 2010 · 2011 · 2012 · 2013 · 2014 · 2015 · 2016 · 2017 · 2018 · 2019 · 2020 · 2021 · 2022 · 2023 · 2024 · 2025